# Liste der Bodendenkmäler in Pliening
Auf dieser Seite sind die Bodendenkmäler in der oberbayerischen Gemeinde Pliening zusammengestellt. Diese Tabelle ist eine Teilliste der Liste der Bodendenkmäler in Bayern. Grundlage ist die Bayerische Denkmalliste, die auf Basis des Bayerischen Denkmalschutzgesetzes vom 1. Oktober 1973 erstmals erstellt wurde und seither durch das Bayerische Landesamt für Denkmalpflege geführt wird. Die folgenden Angaben ersetzen nicht die rechtsverbindliche Auskunft der Denkmalschutzbehörde.

## Bodendenkmäler der Gemeinde Pliening

### Bodendenkmäler in der Gemarkung Gelting
| Lage               | Objekt | Akten-Nr.     | Bild |
| ------------------ | --- | ------------- | ---- |
| Gelting (Standort) | Körpergräber der mittleren Latènezeit sowie Siedlung vorgeschichtlicher Zeitstellung, unter anderem der frühen Bronzezeit.                                                                          | D-1-7736-0001 |      |
| Gelting (Standort) | Verebneter Grabhügel mit Kreisgraben vorgeschichtlicher Zeitstellung. | D-1-7736-0022 |      |
| Gelting (Standort) | Verebnete Viereckschanze der späten Latènezeit. | D-1-7736-0024 |      |
| Gelting (Standort) | Verebneter Burgstall des späten Mittelalters (Burg bzw. Lusthaus Gelting). Siehe auch: Burg Gelting                                                                                                 | D-1-7736-0148 |      |
| Gelting (Standort) | Verebneter Grabhügel mit Kreisgraben vorgeschichtlicher Zeitstellung. | D-1-7736-0162 |      |
| Gelting (Standort) | Verebneter Grabhügel mit Kreisgraben vorgeschichtlicher Zeitstellung. | D-1-7736-0163 |      |
| Gelting (Standort) | Verebneter Grabhügel vorgeschichtlicher Zeitstellung. | D-1-7736-0164 |      |
| Gelting (Standort) | Verebneter Grabhügel vorgeschichtlicher Zeitstellung. | D-1-7736-0167 |      |
| Gelting (Standort) | Verebneter Grabhügel vorgeschichtlicher Zeitstellung. | D-1-7736-0168 |      |
| Gelting (Standort) | Verebneter Grabhügel mit Kreisgraben sowie Siedlung vor- und frühgeschichtlicher Zeitstellung. | D-1-7736-0169 |      |
| Gelting (Standort) | Siedlung vorgeschichtlicher Zeitstellung, unter anderem des Endneolithikums und der Urnenfelderzeit.                                                                                                | D-1-7737-0196 |      |
| Gelting (Standort) | Siedlung vor- und frühgeschichtlicher Zeitstellung. | D-1-7836-0458 |      |
| Gelting (Standort) | Untertägige spätmittelalterliche und frühneuzeitliche Befunde im Bereich der Katholischen Pfarrkirche Mariä Himmelfahrt in Gelting und ihres Vorgängerbaus. Siehe auch: Mariä Himmelfahrt (Gelting) | D-1-7836-0524 |      |
| Gelting (Standort) | Siedlung vorgeschichtlicher Zeitstellung sowie Brandgräber des Endneolithikums (Glockenbecherkultur).                                                                                               | D-1-7837-0169 |      |

### Bodendenkmäler in der Gemarkung Pliening
| Lage                | Objekt | Akten-Nr.     | Bild |
| ------------------- | --- | ------------- | ---- |
| Pliening (Standort) | Verebnete Viereckschanze der späten Latènezeit sowie Siedlung vor- und frühgeschichtlicher Zeitstellung. | D-1-7736-0159 |      |
| Pliening (Standort) | Siedlung der späten Latènezeit. | D-1-7736-0171 |      |
| Pliening (Standort) | Siedlung vor- und frühgeschichtlicher Zeitstellung und verebnete Viereckschanze der späten Latènezeit. | D-1-7836-0070 |      |
| Pliening (Standort) | Verebneter Grabhügel mit Kreisgraben vorgeschichtlicher Zeitstellung. | D-1-7836-0081 |      |
| Pliening (Standort) | Siedlung vor- und frühgeschichtlicher Zeitstellung. | D-1-7836-0082 |      |
| Pliening (Standort) | Verebneter Grabhügel mit Kreisgraben vor- und frühgeschichtlicher Zeitstellung. | D-1-7836-0085 |      |
| Pliening (Standort) | Siedlung vor- und frühgeschichtlicher Zeitstellung. | D-1-7836-0092 |      |
| Pliening (Standort) | Brandgräber der späten Bronzezeit. | D-1-7836-0098 |      |
| Pliening (Standort) | Verebnete Grabhügel vorgeschichtlicher Zeitstellung sowie Siedlung der Hallstattzeit. | D-1-7836-0454 |      |
| Pliening (Standort) | Siedlung vorgeschichtlicher Zeitstellung, unter anderem der Urnenfelderzeit und der Hallstattzeit, Siedlung und Hofgrablegen des frühen Mittelalters sowie Siedlung des hohen Mittelalters. | D-1-7836-0457 |      |
| Pliening (Standort) | Siedlung des frühen Mittelalters. | D-1-7836-0460 |      |
| Pliening (Standort) | Siedlung vor- und frühgeschichtlicher Zeitstellung, unter anderem der Urnenfelderzeit, der Hallstattzeit und des frühen Mittelalters sowie Körpergräber des Endneolithikums (Glockenbecherkultur), Bestattungsplatz mit Kreisgräben vorgeschichtlicher Zeitstellung und Körpergräber des frühen Mittelalters. | D-1-7836-0466 |      |
| Pliening (Standort) | Siedlung der Hallstattzeit und frühen Latènezeit, lineares Grabenbauwerk der römischen Kaiserzeit, Siedlung und Körpergräber des frühen Mittelalters, Reihengräberfeld des frühen Mittelalters, Siedlung des späten Mittelalters und der frühen Neuzeit sowie untertägige mittelalterliche und frühneuzeitliche Befunde im Bereich der Katholischen Filialkirche Hl. Kreuzauffindung in Pliening und ihrer Vorgängerbauten. | D-1-7836-0469 |      |
| Pliening (Standort) | Siedlung der Bronzezeit sowie Körpergräber der späten römischen Kaiserzeit. | D-1-7836-0471 |      |
| Pliening (Standort) | Körpergräber des Endneolithikums (Glockenbecherkultur), Brandgräber der Urnenfelderzeit sowie Siedlung der Urnenfelderzeit und der Latènezeit. | D-1-7836-0474 |      |
| Pliening (Standort) | Siedlung der Urnenfelderzeit und der Hallstattzeit sowie Körpergräber des frühen Mittelalters. | D-1-7836-0475 |      |
| Pliening (Standort) | Siedlung vor- und frühgeschichtlicher Zeitstellung. | D-1-7836-0477 |      |
| Pliening (Standort) | Siedlung vor- und frühgeschichtlicher Zeitstellung. | D-1-7836-0480 |      |
| Pliening (Standort) | Siedlung und verebneter Grabhügel mit Kreisgraben vor- und frühgeschichtlicher Zeitstellung. | D-1-7836-0519 |      |
| Pliening (Standort) | Siedlung vorgeschichtlicher Zeitstellung sowie Siedlung und Körpergräber der römischen Kaiserzeit. | D-1-7836-0520 |      |
| Pliening (Standort) | Siedlung der frühen Hallstattzeit. | D-1-7836-0525 |      |
| Pliening (Standort) | Untertägige mittelalterliche und frühneuzeitliche Befunde im Bereich der Katholischen Filialkirche St. Stephan in Landsham und ihrer Vorgängerbauten. Siehe auch: St. Stephan (Landsham) | D-1-7836-0526 |      |
| Pliening (Standort) | Herrenhof der Hallstattzeit. | D-1-7836-0553 |      |
| Pliening (Standort) | Siedlung vor- und frühgeschichtlicher Zeitstellung. | D-1-7836-0558 |      |
| Pliening (Standort) | Viereckschanze der späten Latènezeit. | D-1-7837-0195 |      |

### Bodendenkmäler in der Gemarkung Poing
| Lage             | Objekt | Akten-Nr.     | Bild |
| ---------------- | --- | ------------- | ---- |
| Poing (Standort) | Siedlung des Endneolithikums, der Bronzezeit, der Urnenfelderzeit, der Hallstattzeit, der späten römischen Kaiserzeit und des frühen und hohen Mittelalters sowie Körpergräber des Endneolithikums (Glockenbecherkultur), Brandgräber der Urnenfelderzeit und Körpergräber des frühen Mittelalters. | D-1-7836-0087 |      |
| Poing (Standort) | Siedlung und Körpergräber vor- und frühgeschichtlicher Zeitstellung. | D-1-7836-0093 |      |
| Poing (Standort) | Siedlung des Endneolithikums, der Bronzezeit, der Hallstattzeit und Villae rusticae der römischen Kaiserzeit sowie Körpergräber des Endneolithikums (Glockenbecherkultur), Brandgräber der Urnenfelderzeit und Kreisgräben mit Brandgräbern der Hallstattzeit.                                      | D-1-7836-0443 |      |